# Geoffrey Hattersley-Smith
Geoffrey Francis Hattersley-Smith, né le 22 avril 1923, mort le 21 juillet 2012, est un géologue et glaciologue anglais, reconnu comme pionnier de l'exploration du Nord canadien. Il était docteur, membre de la Royal Society of Canada, de la Royal Geographical Society et de l'Arctic Institute of North America (en).

## Enfance et éducation
Né à Londres en 1923, il a étudié la géologie à Winchester College dans le Hampshire en Angleterre et a obtenu sa licence au New College d'Oxford,.
De 1948 à 1950, il a dirigé la base de l'étude britannique des dépendances des îles Malouines (aujourd'hui appelée British Antarctic Survey) sur l'Île du Roi-George. Il a terminé sa maîtrise en 1951.

## Carrière
En 1951, il rejoint le personnel du comité de recherche de la défense canadienne. Au sein de ce comité, il a participé à plusieurs expéditions vers les Monts Saint Elias au Yukon et l'Île Cornwallis au Nunavut (à l'époque dans les Territoires du Nord-Ouest). De 1953 à 1954, il a dirigé l'expédition binationale Canada-USA à l'Île d'Ellesmere. En 1956 il a reçu un PhD de l'université d'Oxford pour son travail sur les glaciers d'Ellesmere.
En 1957, débute une période de 16 ans de recherche sur l'île Ellesmere. Dans le cadre de l'Année géophysique internationale (1957–1958) il est allé au Lac Hazen et jusqu'en 1973 a travaillé soit là, soit sur l'île Ward Hunt. En 1963 il a installé un camp et réalisé des études de terrain au fjord Tanquary. L'équipe qu'il dirigeait a nommé plus de 50 éléments de l'île Ellesmere, comme le pic Barbeau, la plus haute montagne de l'île, et la Turnabout River (en). En 1961 il a été le premier à escalader le mont Whisler (en), le second sommet le plus élevé d'Ellesmere, et le 5 juin 1967 il a dirigé la seconde équipe à arriver en haut du Pic Barbeau.
Il a été élu à la Société royale du Canada en 1970 et en 1973 il a pris sa retraite en tant que dirigeant de la section géotechnique du comité de recherche de la défense.
Après son retour en Angleterre, il a rejoint l'organisation de l'étude britannique antarctique et fut le secrétaire du comité des noms de lieux antarctiques pour le Foreign and Commonwealth Office à Londres. En 1984 le comité de conseil sur les noms antarctiques a nommé le Cap Hattersley-Smith en son honneur.

## Vie personnelle
Hattersley-Smith eut deux enfants, nés Canadiens, Kara et Fiona.
En 1990 il s'est retiré dans le Kent. Il est mort le 21 juillet 2012, dans la propriété familiale où il avait grandi,.